# ドミトリー・ウトキン

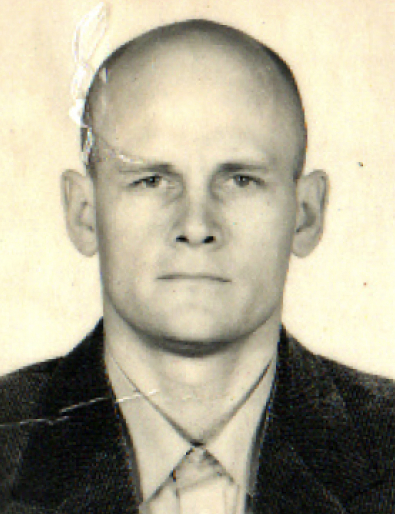
ドミトリー・ウトキン

ドミトリー・ヴァレリエヴィチ・ウトキン（ロシア語: Дми́трий Вале́рьевич У́ткин、Dmitry Valeryevich Utkin、1970年6月11日 - 2023年8月23日）は、ロシアの元軍人、傭兵。ウトキンの身体にはナチスの武装親衛隊の記章（武装親衛隊のロゴ・軍の階級が入った襟のタブ・ライヒスアドラーの鷲）のタトゥーがあり、ネオナチと見られる。ロシア空挺軍の第76親衛空挺師団出身で、後にロシア連邦軍参謀本部情報総局（GRU）の特殊部隊の将校を務め、最終階級は中佐であった。民間軍事会社ワグネル・グループの共同創設者であり、実質的な管理者である。コールサインは「ワグナー」。
ロシア連邦の勇敢勲章を4個受章している。

## 来歴
1970年6月11日、ソビエト連邦スヴェルドロフスク州アスベスト市の地質学者の家庭に生まれた。その後、両親とともに、ウクライナのキロヴォフラード州マリノフスキー地区に居住した。元妻はウトキンがそこで生まれたと話していたという。元妻とは2000年代初頭に離婚した。
第一次・第二次チェチェン紛争に参加していた。2013年まで第2独立特殊任務旅団第700独立特殊任務支隊(GRU麾下のスペツナズ)の指揮官を務め、予備役に転属。その後、香港に拠点を置いていたスラヴ軍団に所属し、シリア遠征に参加した。
2014年、ワグネル・グループを創設し、司令官となった。2014年から2015年にかけて、ドネツク・ルガンスク人民共和国支配地域で活動、2015年秋からシリアで活動していた。
2016年12月9日、クレムリンで行われたモスクワ祖国英雄の日の祝賀パーティーに出席し、ウラジーミル・プーチンと写真撮影をした。ペスコフ大統領報道官は、勇敢勲章の保持者としてクレムリンに招かれたとしている。
以来、公の場に姿を現していないが、2023年8月23日のトヴェリ州エンブラエル・レガシー600墜落事故で死亡したとみられている。